# Willem Nicolaas Frederik Sibmacher Zijnen
Willem Nicolaas Frederik Sibmacher Zijnen (Middelburg, 20 mei 1859 - Doorn, 27 juli 1926) was een Nederlands journalist.
Sibmacher Zijnen was een zoon van de predikant Frederik Pieter Jacob Sibmacher Zijnen en Josina Cornelia Johanna Christina Roldanus. Hij trouwde op 24 juli 1890 te Middelburg met Joanna Alida de Kanter (1861-1941). 
Hij studeerde letteren aan de Leidse Universiteit. Hij schreef artikelen voor of was redacteur bij de Middelburgsche Courant (1882-1884) en De Amsterdammer. Hij was van 1895 tot 1906 werkzaam voor de Nieuwe Rotterdamsche Courant en daarna voor het Algemeen Handelsblad (1906-1915). Hij schreef voor die laatste kranten voornamelijk artikelen over muziek. Hij schreef echter ook voor binnenlandse en buitenlandse muziektijdschriften, zoals het Caecilia, algemeen muzikaal tijdschrift van Nederland, Sempre Avanti en het Zeitschift der Internationalen Musikgesellschaft. Van hem verscheen ook een brochure Over muzikale kritiek (Lichtenauer, 1901). Hij stierf na een lang ziekbed in Doorn (al in 1916 kon hij in verband met zijn zwakke gezondheid zijn werkzaamheden voor het Algemeen Handelsblad niet voortzetten).